# 河滨街道 (石嘴山市)
河滨街道，是中华人民共和国宁夏回族自治区石嘴山市惠农区下辖的一个乡镇级行政单位。

## 行政区划
河滨街道下辖以下地区：
电厂社区、钢花社区、红旗社区、滨园社区、兴旺社区和荷花社区。